# Musée d'État de l'architecture et de la vie populaire de Biélorussie
 (janvier 2022).
Le musée d'État de l'architecture et de la vie populaire de Biélorussie (biélorusse : Беларускі дзяржаўны музей народнай архітэктуры i побыту) est un musée biélorusse sur les arts et traditions populaires. C'est un musée en plein air situé au sud-ouest de Minsk, dans le village agricole (en) d'Ozertso (district de Minsk) (ru).

## Galerie

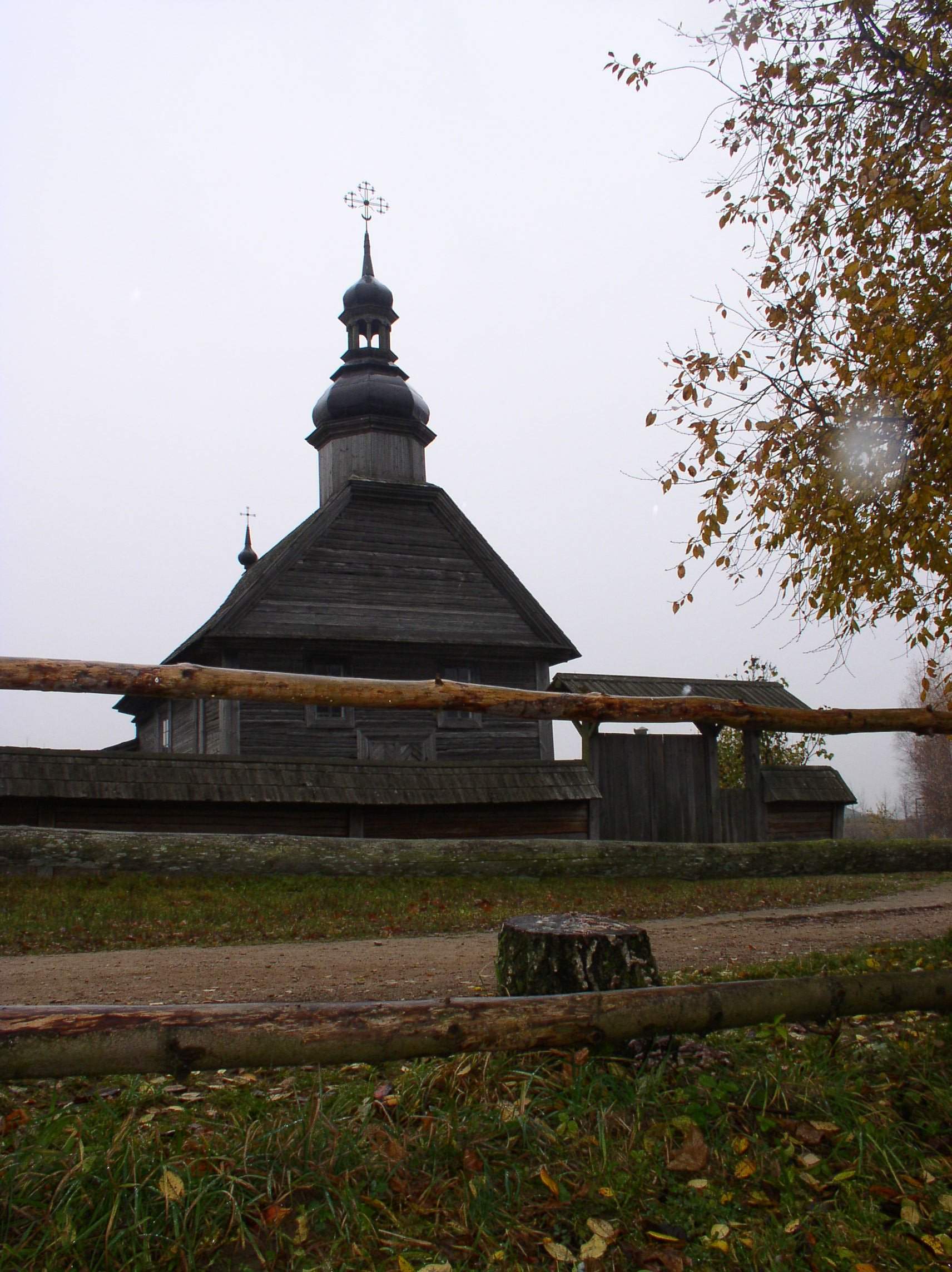
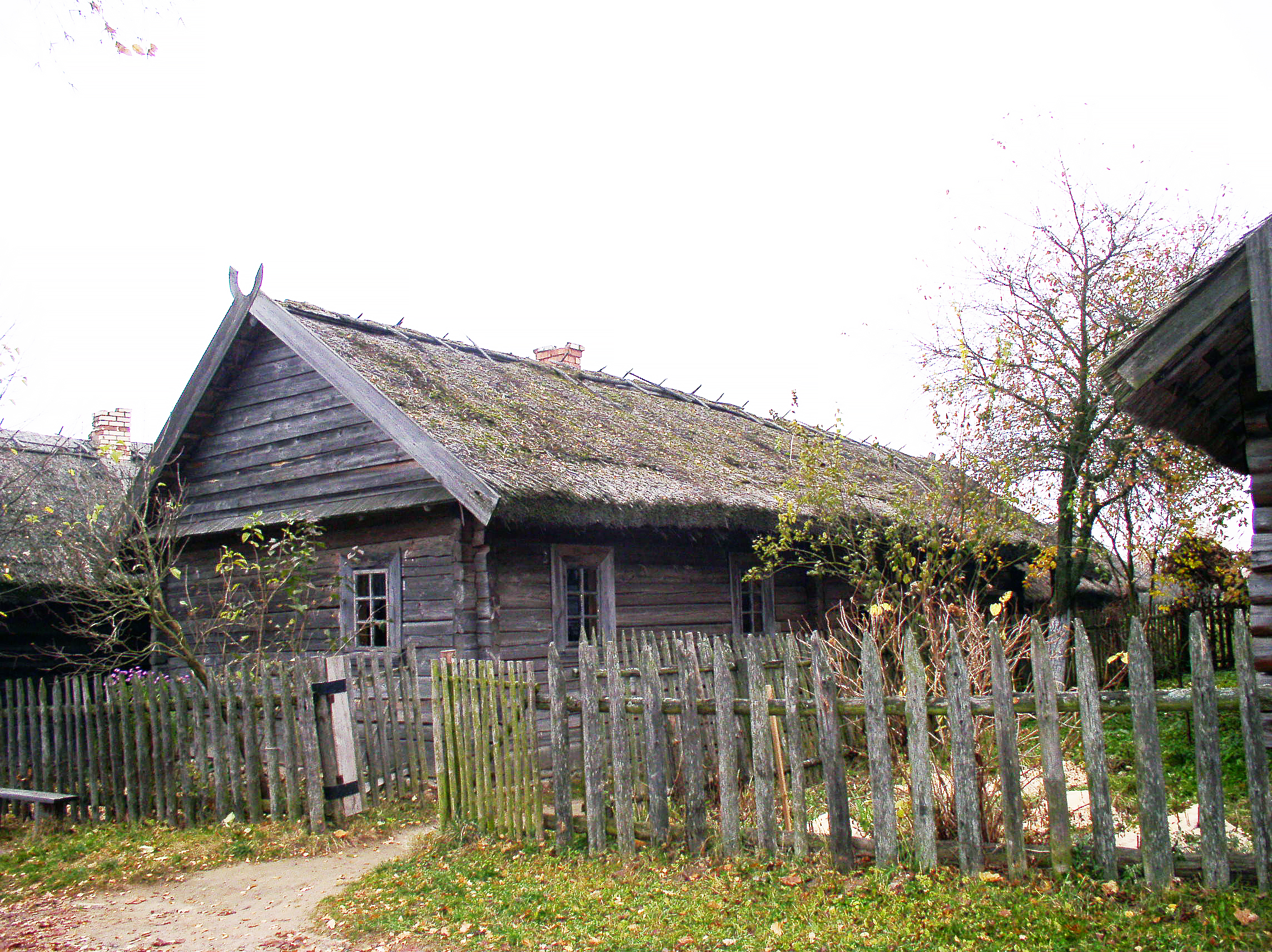
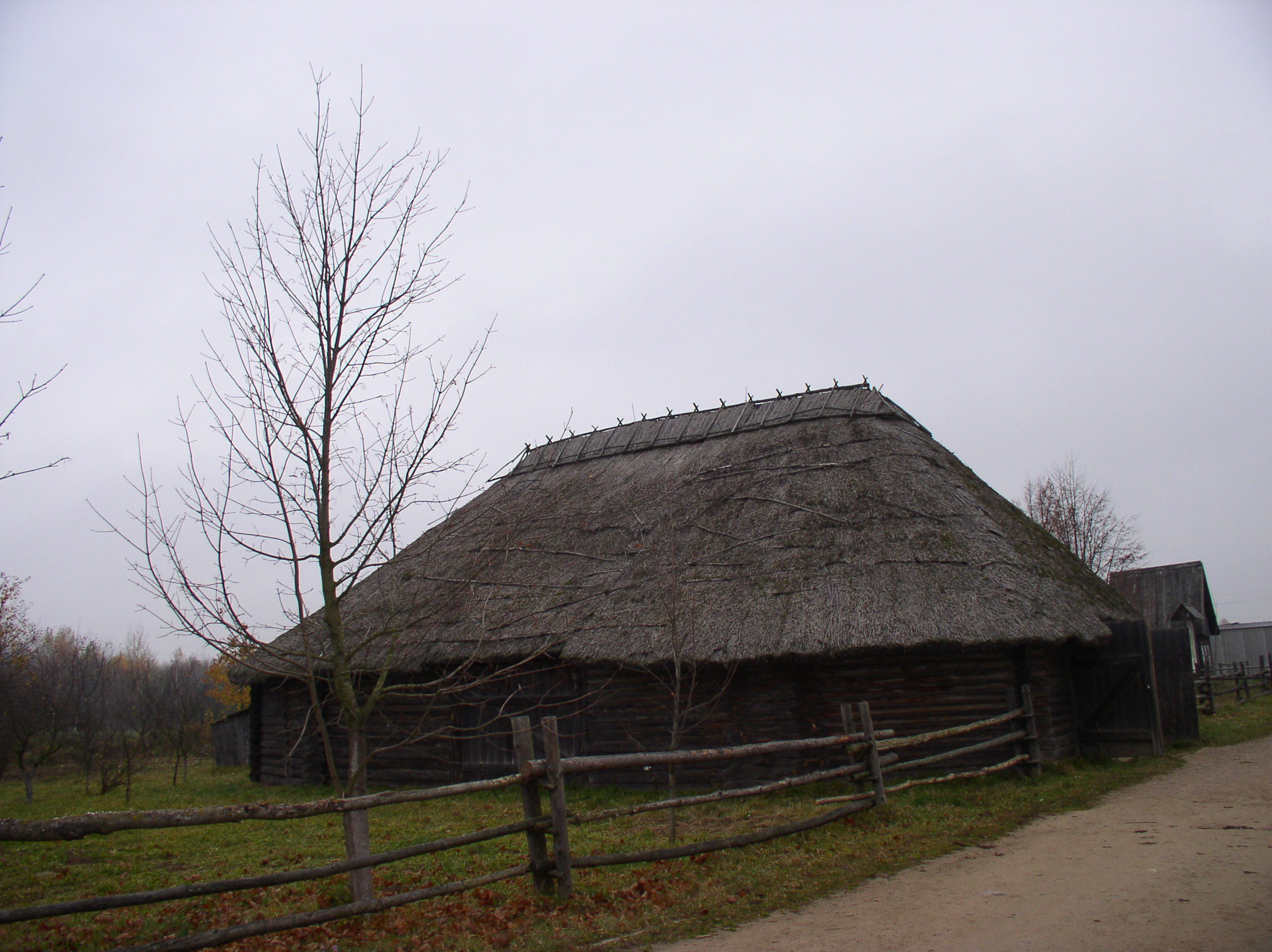
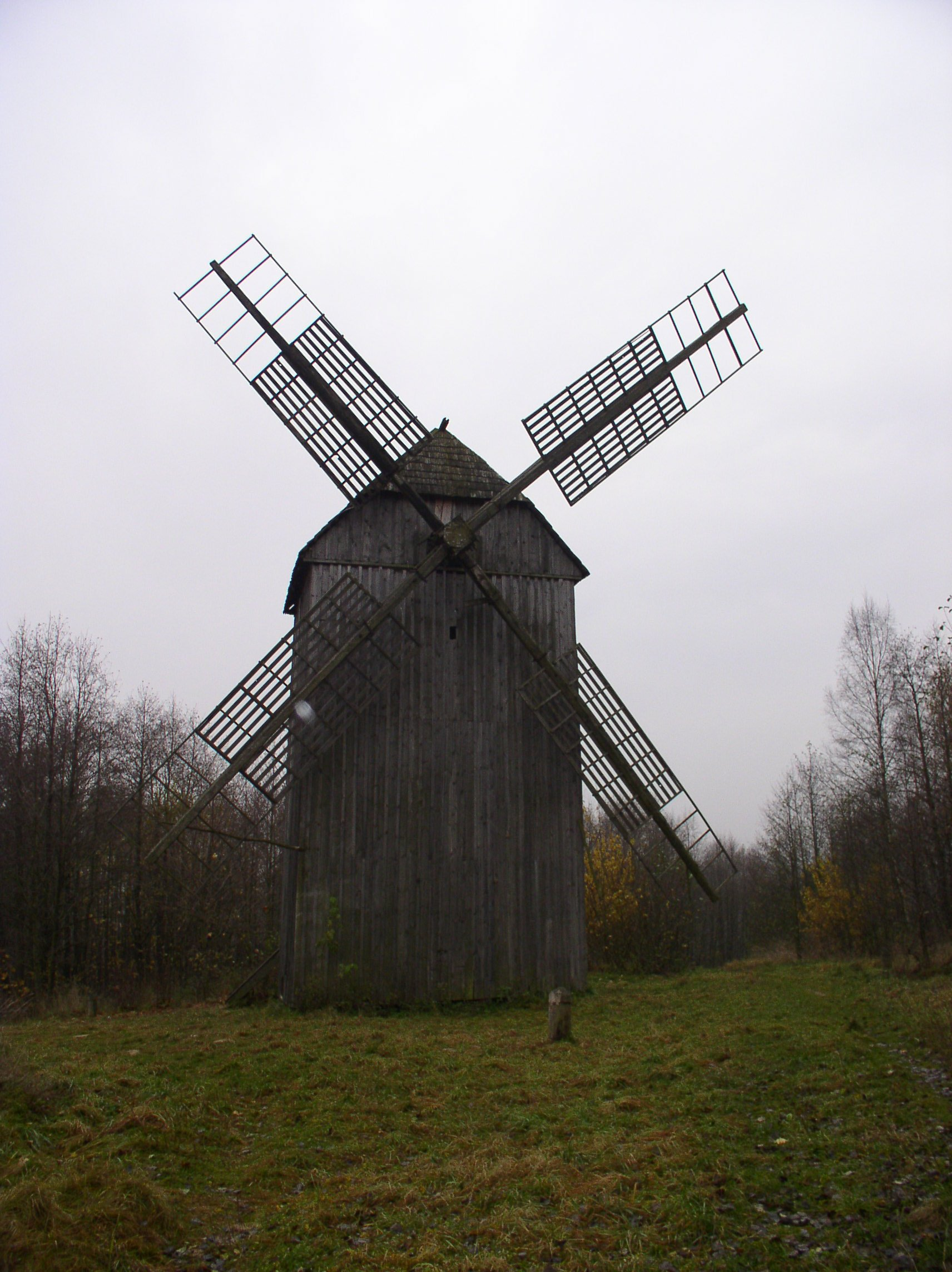

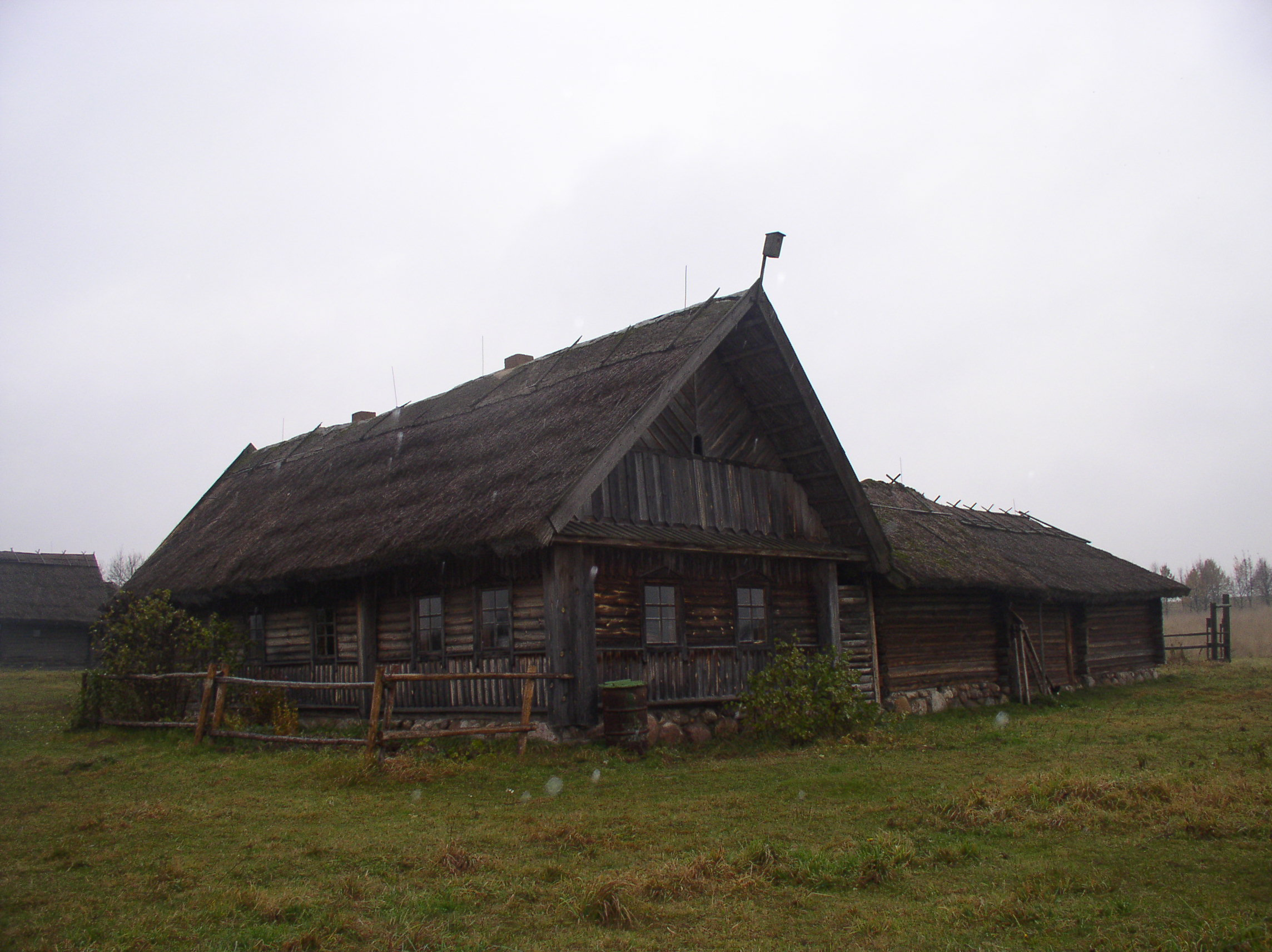
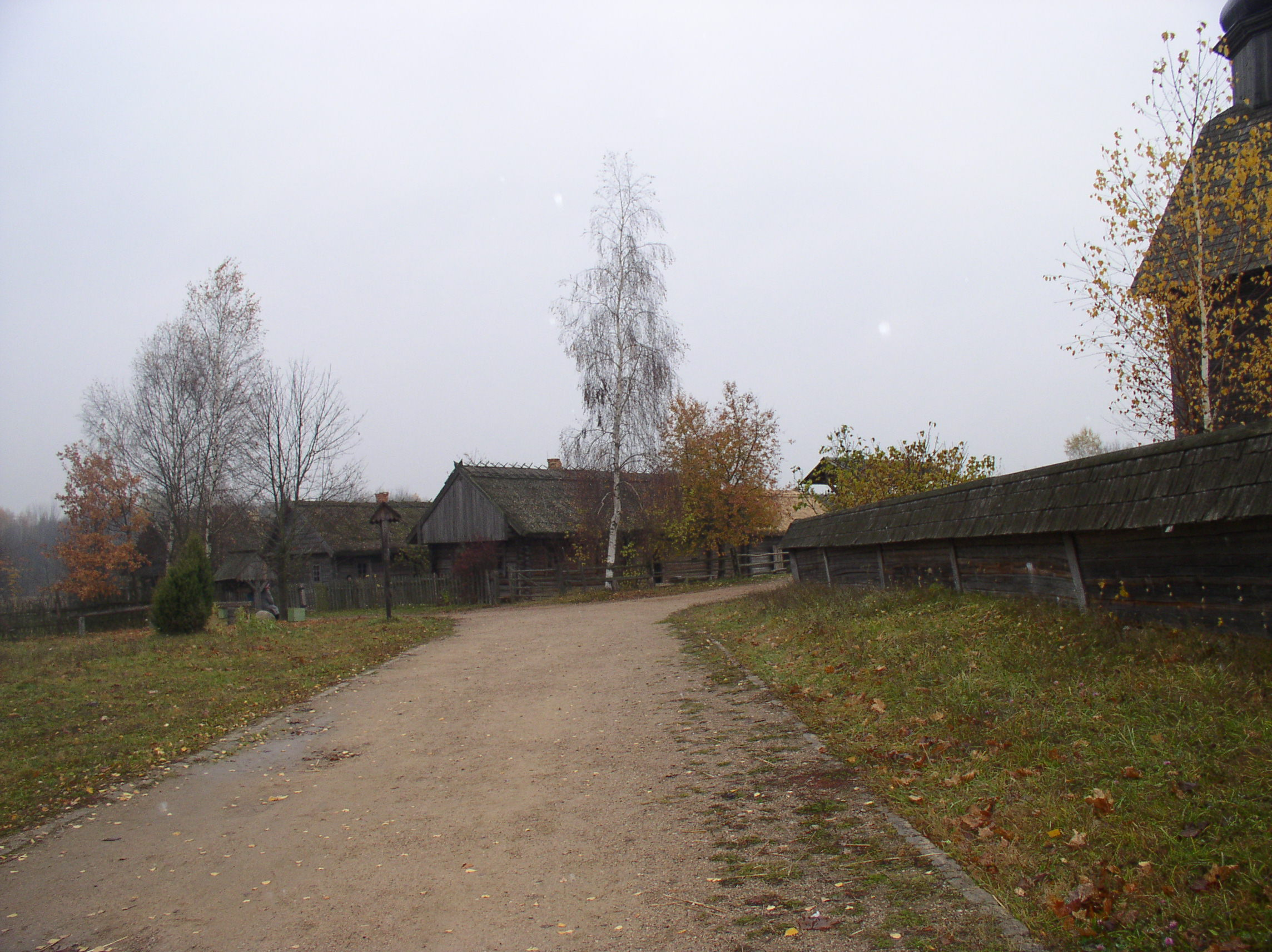
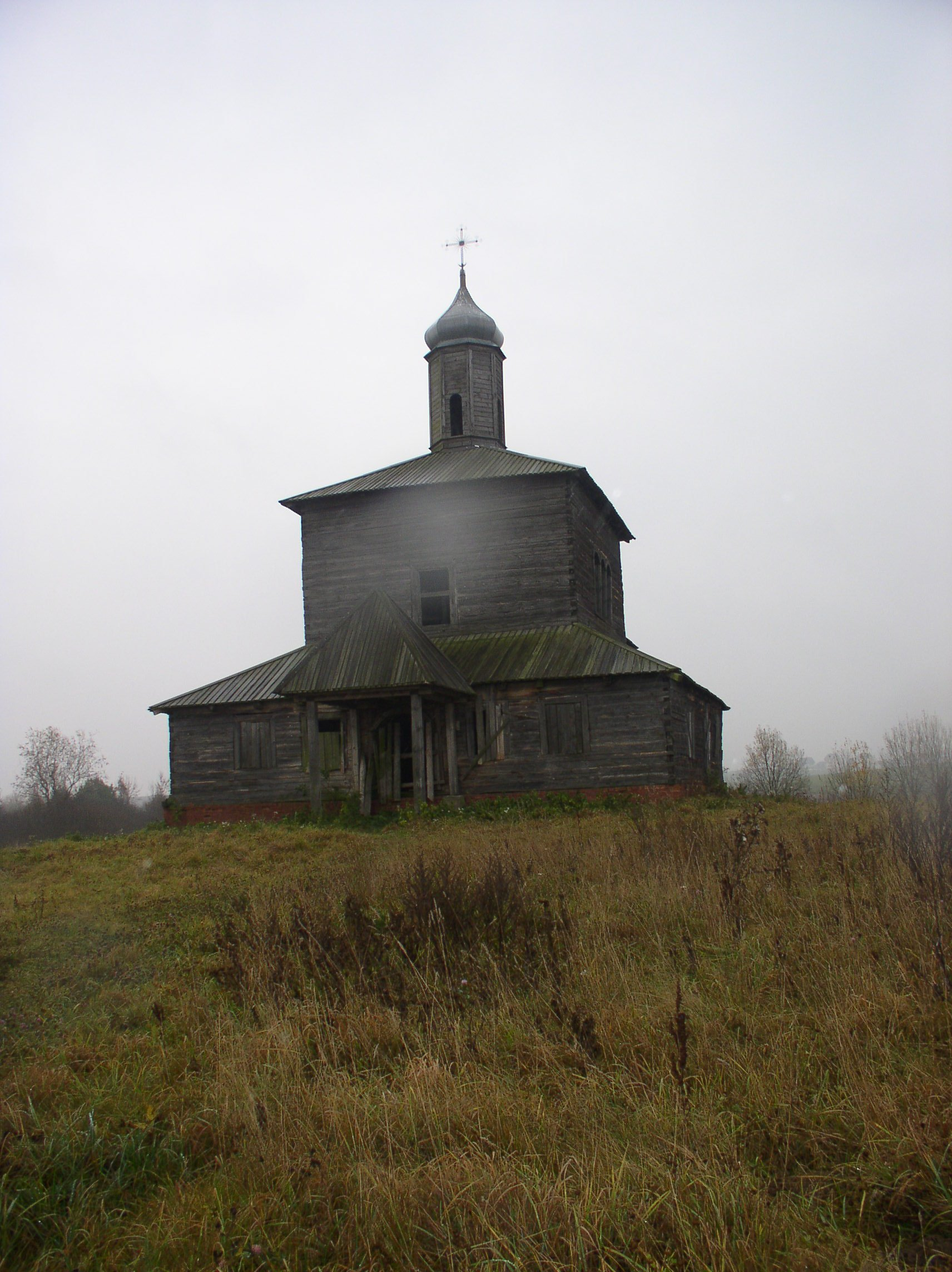

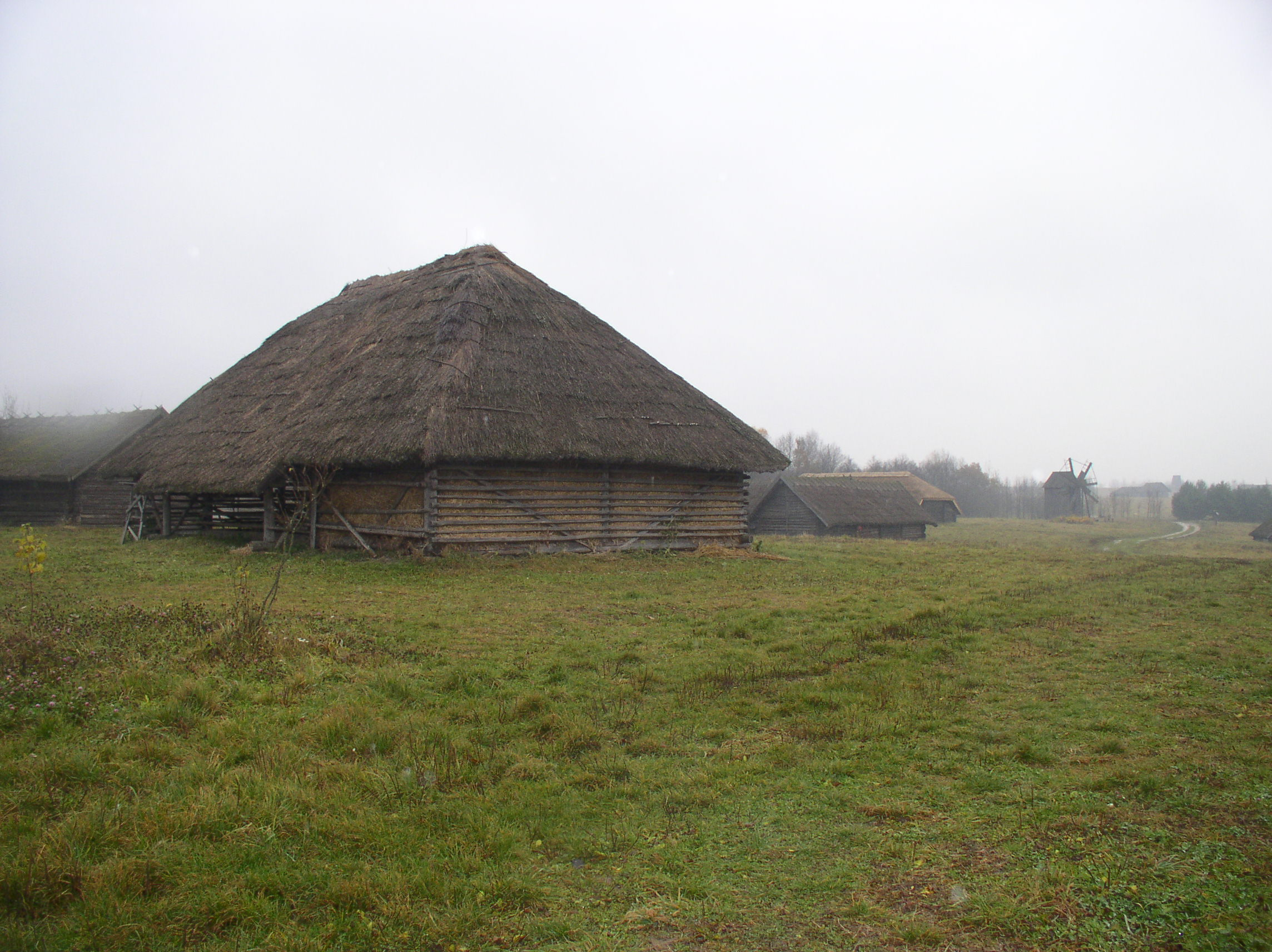
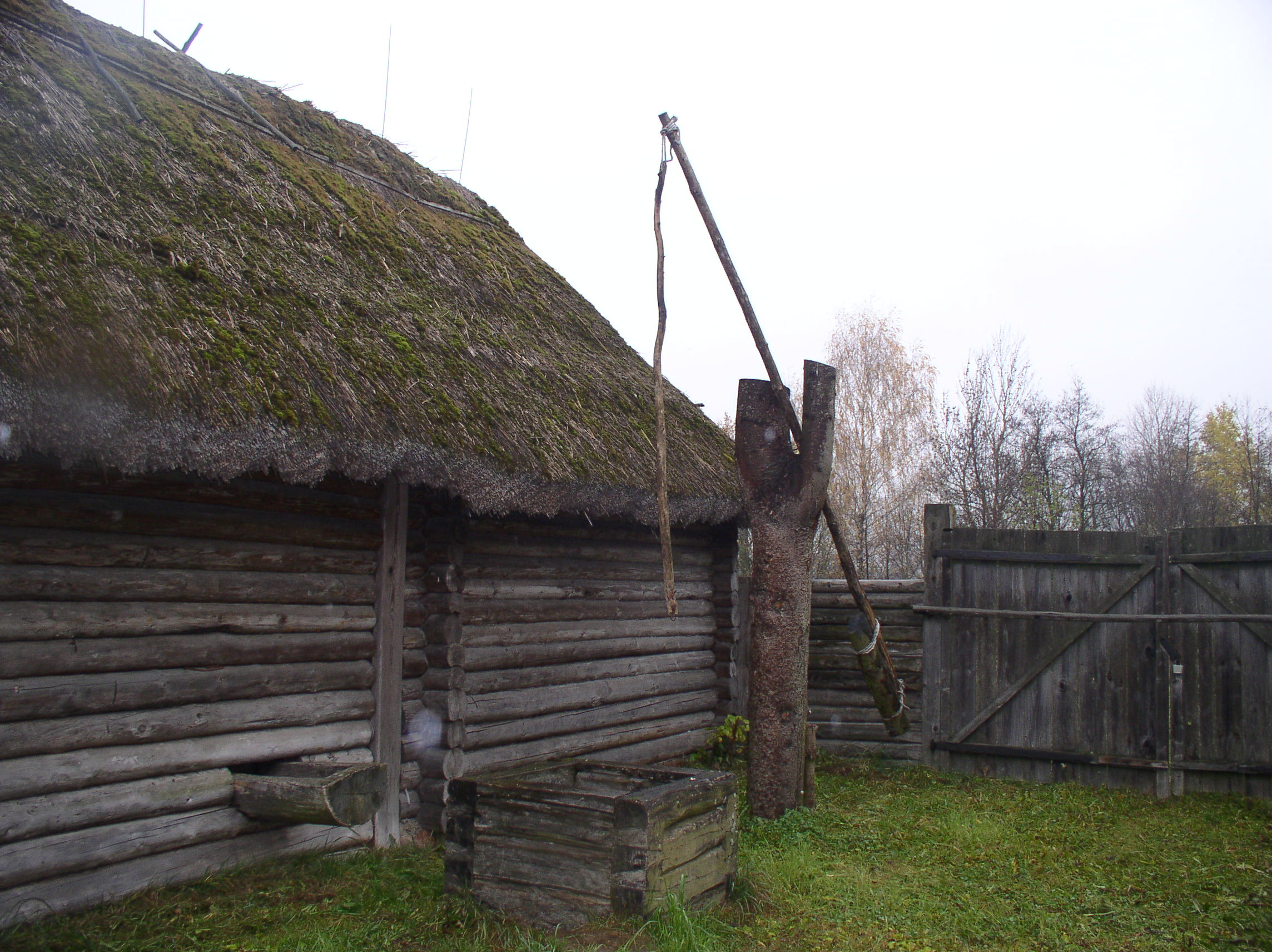
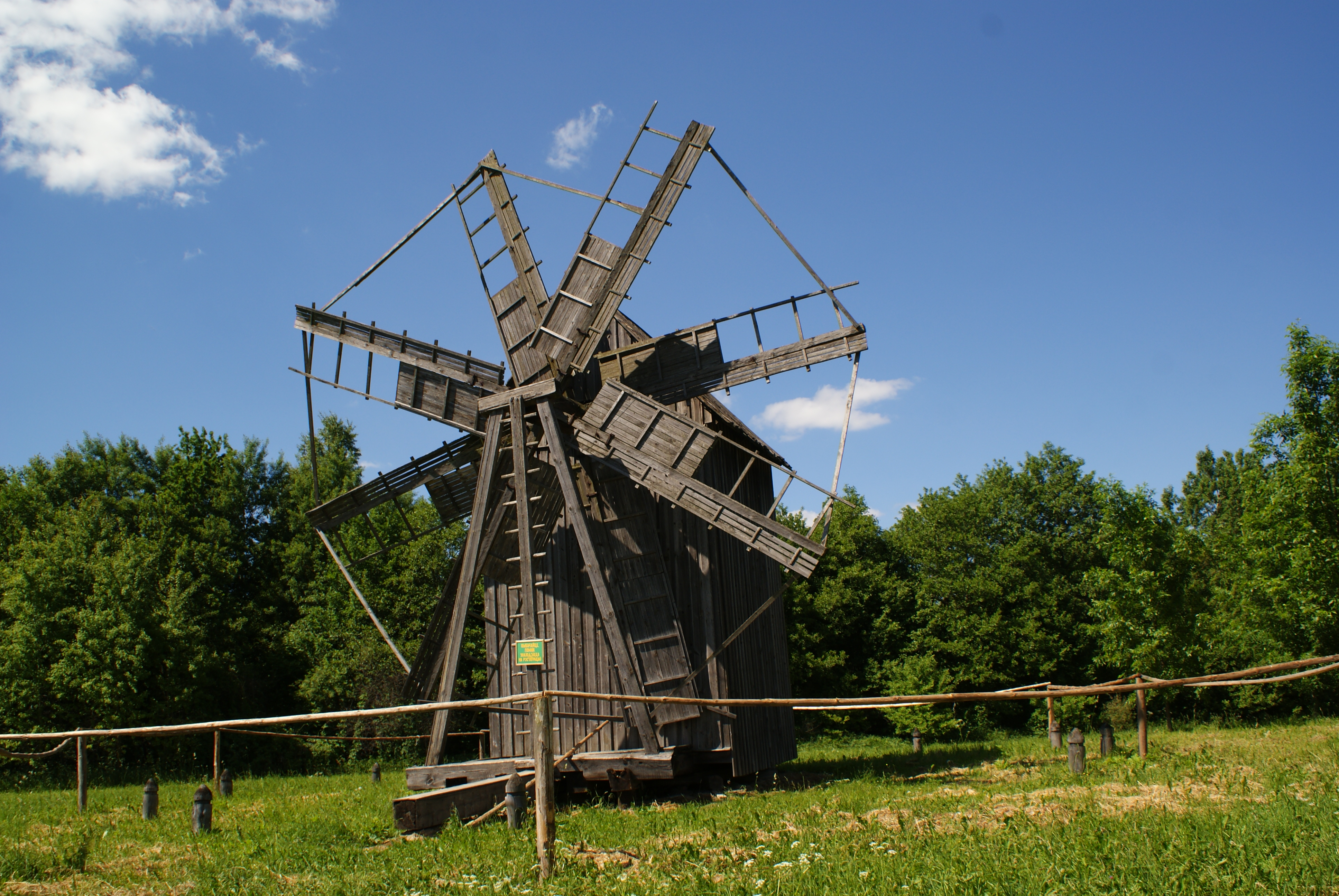